# 中部內陸線
中部內陸線（：／ Jungbu Naeryuk seon */?）是韓國的一条铁道路線，自板橋站至聞慶站，全綫使用KTX-Eum運營。

## 路线数据
- 路线長度：94.307公里
- 轨距：1,435 mm （标准轨距）
- 車站数：11站
- 複線區間：全線單線
- 電氣化區間：全線25kV, 60Hz電氣化

## 年表
- 1999年12月18日：路線被包含入建設交通部的「国家基幹交通網計画」。
- 2002年3月-7月：可行性調査。
- 2006年11月28日：夫鉢-甘谷區間的基本計画公告。
- 2009年5月19日：全線基本計画公告。
- 2011年3月：開始細部設計。
- 2014年
  - 7月：細部設計完成。
  - 11月：路基工程動工。
- 2015年11月4日：利川-忠州間動工。[3]
- 2016年4月29日：国土交通部公告廣域電鐵区間（暫称：城南驪州線）的站名、路線名、營業距離。城南驪州線被編入京江線與中部內陸線成為不同路線。
- 2021年12月31日：夫鉢-忠州間通車。
- 2023年12月28日：開始經京江線直通板橋站。[4]
- 2024年11月30日：延伸至聞慶。[2]
- 2028年：KTX-Eum予定經京江線、水仁線直通仁川站。[4]
- 遠期：計畫接續慶北線、南部內陸線直達巨濟。[5]

## 車站列表

### 本線（利川聞慶線：驪州-聞慶）路段
| 站名       | 站名 | 站名 | 站间里程 | 营业里程 | 接续路线                   | 所在地   | 所在地 |
| 汉字       | 韩文 | 英文 | 站间里程 | 营业里程 | 接续路线                   | 所在地   | 所在地 |
| ---------- | ---- | ---- | -------- | -------- | -------------------------- | -------- | ------ |
| 夫鉢       |      |      | 0.0      | 0.0      | 京江線 (●首都圈電鐵京江線) | 京畿道   | 利川市 |
| 牙美       |      |      | 2.5      | 2.5      |                            | 京畿道   | 利川市 |
| 加南       |      |      | 6.5      | 9.0      |                            | 京畿道   | 驪州市 |
| 甘谷長湖院 |      |      | 12.2     | 21.2     |                            | 忠清北道 | 陰城郡 |
| 仰城溫泉   |      |      | 14.6     | 35.8     |                            | 忠清北道 | 忠州市 |
| 金加       |      |      | 11.8     | 47.6     |                            | 忠清北道 | 忠州市 |
| 忠州       |      |      | 8.7      | 56.3     | 忠北線                     | 忠清北道 | 忠州市 |
| 乷味       |      |      | 10.3     | 66.6     |                            | 忠清北道 | 忠州市 |
| 水安保溫泉 |      |      | 8.5      | 75.1     |                            | 忠清北道 | 忠州市 |
| 延豐       |      |      | 6.3      | 81.4     |                            | 忠清北道 | 槐山郡 |
| 聞慶       |      |      | 11.3     | 92.7     | 聞慶線                     | 慶尚北道 | 聞慶市 |

## 爭議
- 路線選擇上國土交通部與忠州市發生爭議，經實地和民意調查於2009年確定最終路線。[6]
- 忠清北道陰城郡甘谷面與京畿道利川市長湖院邑的居民曾為甘谷長湖院站站址產生爭議。[7]
- 路線開通後使用KTX-Eum雖然大幅縮短夫鉢站至忠州站的用時，但初期KTX-Eum無法進入京江線運轉，乘客必須換乘首都圈電鐵京江線才能前往首爾，相較直達巴士沒有競爭力，導致開通後日均僅457人。[8]，直至2023年延長至板橋站後方有改善。
- 中部內陸線營運速度目前為200公里/小時，但線路、列車條件具有250公里/小時的能力，導致提升速度的呼籲。